# Gezeitenschweif

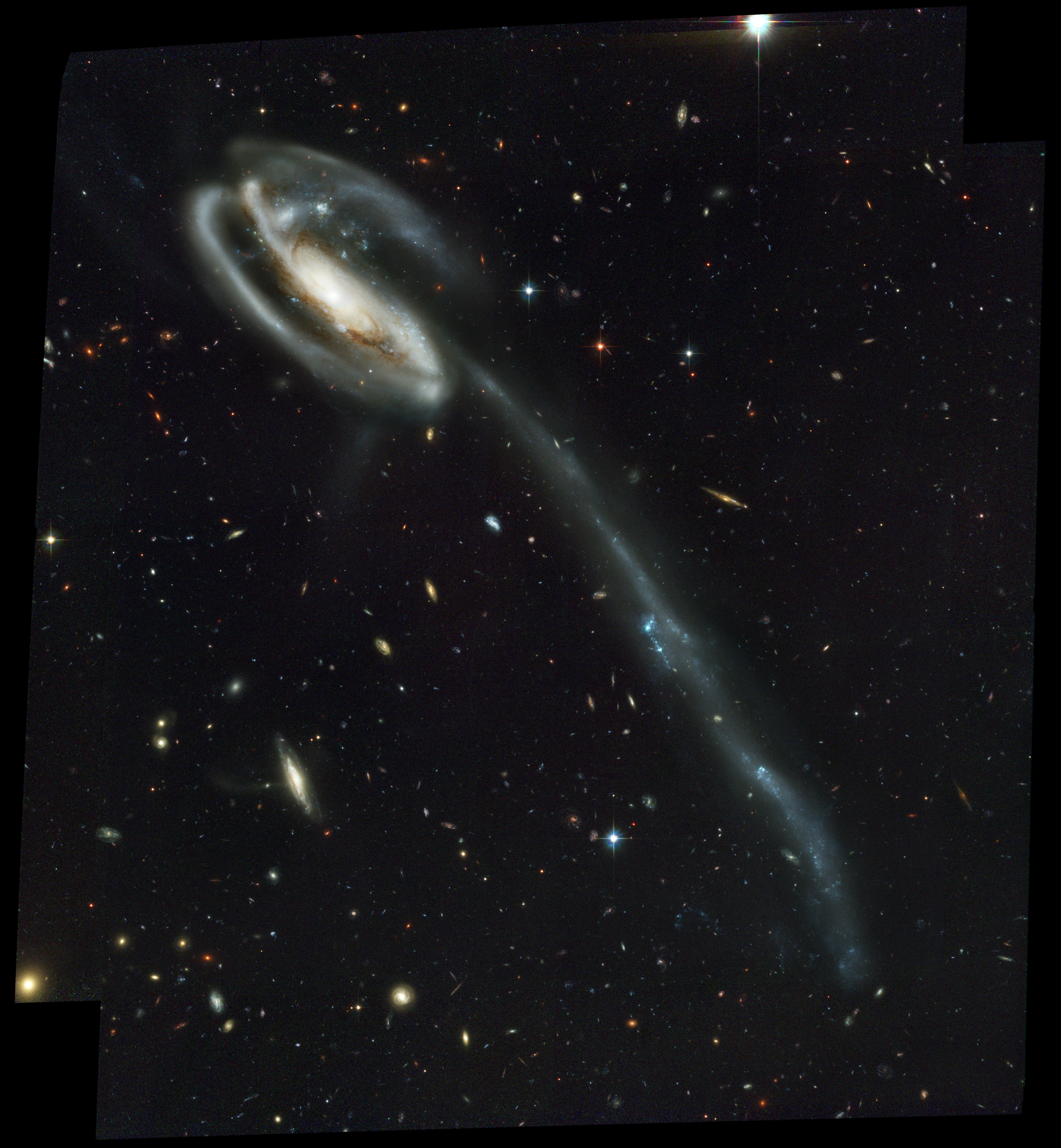
Kaulquappen-Galaxie

Als Gezeitenschweif oder Gezeitenarm wird in der Astronomie eine langgestreckte Stern- und Gasregion bezeichnet, die meist ausgehend von einer Galaxie in den intergalaktischen Raum hinausreicht. Gezeitenschweife entstehen durch Gravitationskräfte, die zwischen benachbarten Galaxien oder anderen massereichen Objekten wirken, die Galaktischen Gezeiten. Ausgeprägte Gezeitenschweife entstehen bei der „Kollision“ von Galaxien. Beispiele sind die Gezeitenschweife der Antennen-Galaxien, der Kaulquappen-Galaxie oder der Whirlpool-Galaxie.

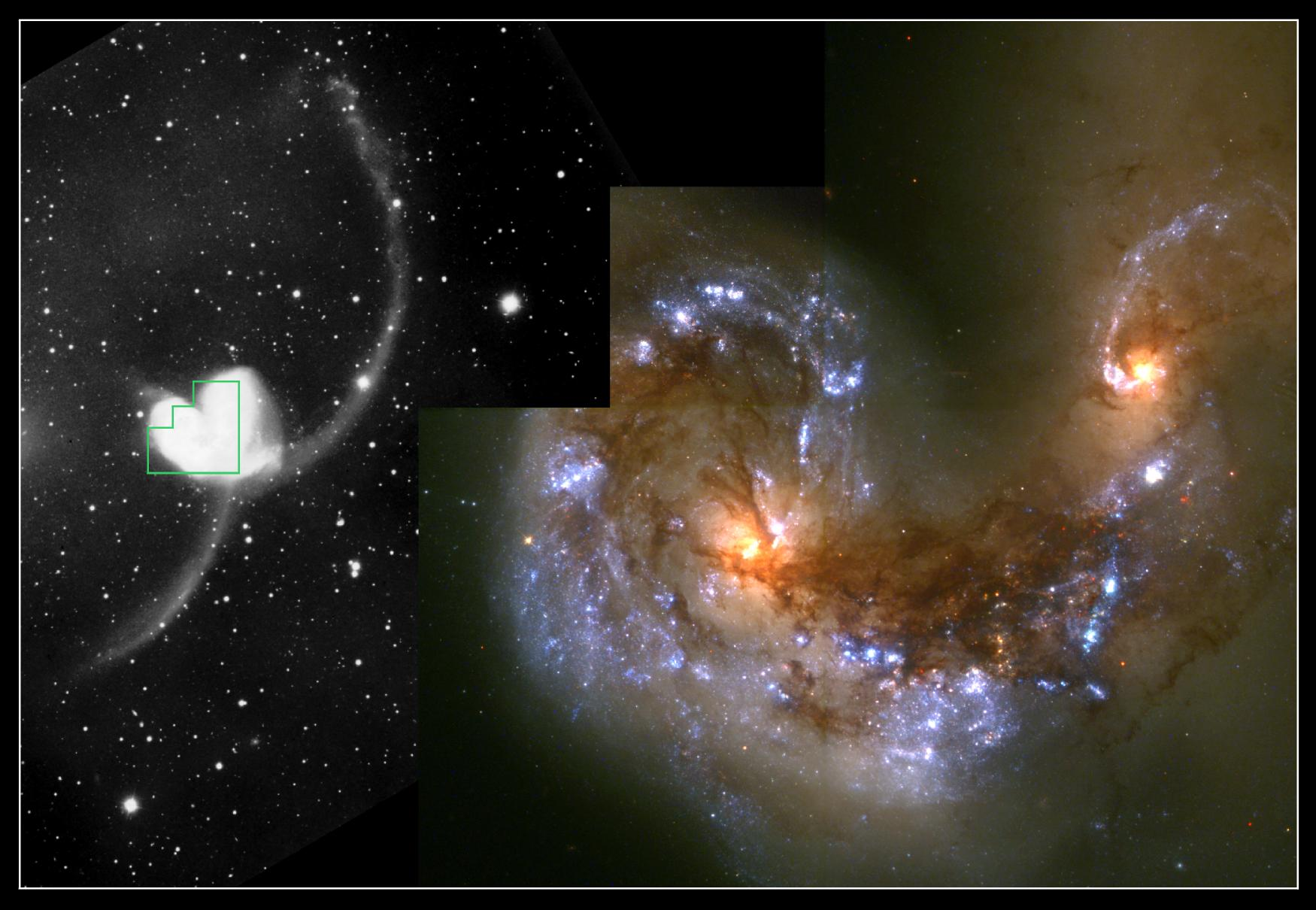
Antennen-Galaxien

Gezeitenschweife können einen wesentlichen Teil der Materie einer Galaxie enthalten: So befindet sich gut die Hälfte der gasförmigen Materie der Antennengalaxien in ihren Gezeitenschweifen.
Auch Sternhaufen können Gezeitenschweife besitzen. Ein Beispiel ist der offene Sternhaufen Hyaden mit einem 800 Parsec langen Gezeitenschweif.